# Чернявский, Алексей Филиппович
Алексей Филиппович Чернявский (род. 12 марта 1942, село Грунь Сумской области) — украинский деятель, 1-й заместитель председателя исполкома Сумского областного совета, начальник управления сельского хозяйства Сумского облисполкома. Народный депутат Украины 1-2-го созывов. Кандидат экономических наук (1983).

## Биография
Родился в крестьянской семье. Окончил агрономическое отделение Маловисторопського сельскохозяйственного техникума.
В 1960—1961 годах — помощник бригадира, бригадир комплексной бригады колхоза имени Калинина Лебединского района Сумской области.
В 1961—1964 годах — служба в Советской армии.
Член КПСС с 1963 по 1991 год.
В 1964—1975 годах — агроном, главный агроном; заместитель начальника Краснопольского районного управления сельского хозяйства Сумской области.
Окончил Харьковский сельскохозяйственный институт имени Докучаева, ученый агроном.
В 1975—1986 годах — председатель правления колхоз имени Владимира Ильича пгт Краснополье Сумской области.
В 1983 году защитил кандидатскую диссертацию «Экономическая эффективность внесения повышенных доз минеральных удобрений под сахарную свеклу в условиях Левобережной лесостепи УССР».
В 1986—1992 годах — заместитель председателя, председатель Сумского областного агропромышленного комитета, 1-й заместитель председателя исполнительного комитета Сумского областного совета народных депутатов, начальник управления сельского хозяйства Сумского облисполкома, председатель Совета агропромышленных формирований Сумской области.
4.03.1990 года избран народным депутатом Украины 1-го демократического созыва, 1-й тур 50,5 % голосов, 4 претендента. Входил в группы «Аграрии». Член Комиссии ВР Украины по вопросам возрождения и социального развития села.
С 1992 года — генеральный директор Научно-производственного объединения (НПО) «Элита».
В апреле 1994 года избран народным депутатом Украины 2-го демократического созыва, Сумской избирательный округ № 353, 2-й тур, 50,51 % голосов, 8 претендентов. Член Комитета по вопросам финансов и банковской деятельности. Член депутатской группы «Возрождение и развитие агропромышленного комплекса Украины» («Аграрники Украины»).
Был членом Селянской партии Украины (СелПУ).
Потом — на пенсии.

## Награды
- орден Дружбы народов
- медали